# Burgstall Burghöchstadt
Der Burgstall Burghöchstadt ist eine abgegangene mittelalterliche Höhenburg vom Typus eines ebenerdigen Ansitzes auf dem Sommerranken, etwa 200 Meter nordwestlich der St.-Georg-Kapelle in der Nähe von Burghöchstadt, einem heutigen Gemeindeteil von Burghaslach im Landkreis Neustadt an der Aisch-Bad Windsheim in Bayern. Von der ehemaligen Burganlage ist noch der Burghügel erhalten.

## Geographische Lage
Der Burgstall liegt im Naturpark Steigerwald, nördlich des Ortes Burghöchstadt im mittelfränkischen Landkreis Neustadt an der Aisch - Bad Windsheim. Nördlich von der ehemaligen Burg befinden sich die Orte Hohnsberg und Sixtenberg. Westlich befindet sich der Höchstädter Berg (430 m ü. NHN) und im Tal fließt der Schwarzbach, ein Zufluss der Haslach.

## Geschichte
Der Ortsname Burghöchstadt lässt sich als die Hofstätten bei der Burg interpretieren. Da bei der Ersterwähnung Burghöchstadts 1317 als „Burchouesteten“ das Bestimmungswort Burg schon verwendet wurde, muss der Ansitz mindestens seit dem 13. Jahrhundert bestanden haben. Die Reste der Burg wurden um 1900 durch die Bevölkerung abgebrochen und zum Bau verwendet. Ursprünglich gab es in Burghöchstadt zwei Burgen. Die zweite Burg dürfte sich auf dem Areal der St-Georg-Kapelle befunden haben.

## Denkmal
Die abgegangene mittelalterliche Höhenburg ist in der Bayerischen Denkmalliste unter der Nummer D-5-6229-0067 mit folgender Beschreibung gelistet: „Burgstall des Mittelalters, Benehmen nicht hergestellt, nachqualifiziert“.